# Eli Young Band
Eli Young Band — американская кантри-группа, составленная из студентов университета University of North Texas (Дентон, Техас): Mike Eli (лид-вокал, гитара), James Young (гитара), Jon Jones (бас-гитара) и Chris Thompson (ударные). Обладатель платиновых дисков, кантри-хитов «номер один» и нескольких номинаций, включая Грэмми.

## История
См. также «Eli Young Band Biography» в английском разделе.
Mike Eli и James Young встретились в университете University of North Texas (Дентон, Техас), где они стали соседями по общежитию в их первый год обучения. Они играли на гитарах, писали музыку и исполняли её совместно и в итоге сформировали акустический дуэт Eli & Young. Chris Thompson и Jon Jones присоединились к ним позже и тогда группа получила современное название Eli Young Band.

## Награды и номинации
Трижды номинанты на премию 2012 года Academy of Country Music Awards: Песня года (Song of the Year), Вокальная группа года (Top Vocal Group of the Year) и Сингл года (Single Record of the Year). 1 апреля 2012 года их песня «Crazy Girl» выиграла премию Academy of Country Music Award в категории «Лучшая песня года» (Song of the Year).
В январе 2012 г ода группа выпустила сингл «Even If It Breaks Your Heart», который достиг первое места в кантри-чарте и получил платиновую сертификацию RIAA. На 55-й церемонии Грэмми эта песня группы получила две номинации в категориях Best Duo/Group Performance и Best Country Song. Группа получила три номинации на 48-й церемонии ACM Awards в категориях Vocal Group of the Year, Single Record of the Year и Song of the Year (за «Even If It Breaks Your Heart»). Трек «Say Goodnight» стал третьим синглом с альбома Life at Best и достиг 22-го места кантри-чарта.
Группа также была номинирована в 2014 году в категории Vocal Group of the Year (Academy of Country Music Awards).
| Награда                 | Категория                        | Результат |
| ----------------------- | -------------------------------- | --------- |
| ACM Awards 2012         | Песня года (Song of the Year)    | Победа    |
| ACM Awards 2012         | Сингл года (Single of the Year)  | Номинация |
| Teen Choice Awards 2012 | Песня года (Choice Country Song) | Номинация |
| CMT Music Awards        | Video of the Year                | Номинация |
| Грэмми 2013             | Best Duo/Group Performance       | Номинация |
| Грэмми 2013             | Best Country Song                | Номинация |
| ACM Awards 2014         | Vocal Group of the Year          | Номинация |

## Дискография
См. также «Eli Young Band discography» в английском разделе.
| Название                               | Детали                                                                                         | Высшая позиция | Высшая позиция | Продажи       |
| Название                               | Детали                                                                                         | US Country     | US             | Продажи       |
| -------------------------------------- | ---------------------------------------------------------------------------------------------- | -------------- | -------------- | ------------- |
| Level                                  | - Дата выхода: 5 апреля 2005 - Лейбл: Carnival Records - Форматы: CD, music download           | —              | —              |               |
| Jet Black & Jealous                    | - Дата выхода: 16 сентября 2008 - Лейбл: Universal South Records - Форматы: CD, music download | 5              | 30             |               |
| Life at Best                           | - Дата выхода: 16 августа 2011 - Лейбл: Republic Nashville - Форматы: CD, music download       | 3              | 6              |               |
| 10,000 Towns                           | - Дата выхода: 4 марта 2014 - Лейбл: Republic Nashville - Форматы: CD, music download          | 1              | 5              | - США: 95,000 |
| Fingerprints                           | - Дата выхода: 16 июня 2017 - Лейбл: Valory Music Co. - Форматы: CD, music download            | 17             | 116            | - США: 11,100 |
| «—» прочерк означает неучастие в чарте |                                                                                                |                |                |               |